# Antequera, Bohol
Antequera (Bayan ng Antequera) är en kommun i Filippinerna. Kommunen tillhör provinsen Bohol och ligger på ön med samma namn. Folkmängden uppgår till 13 758 invånare.

## Barangayer
Antequera är indelat i 21 barangayer.
| - Angilan - Bantolinao - Bicahan - Bitaugan - Bungahan - Canlaas - Cansibuan - Can-omay - Celing - Danao - Danicop | - Mag-aso - Poblacion - Quinapon-an - Santo Rosario - Tabuan - Tagubaas - Tupas - Ubojan - Viga - Villa Aurora (Canoc-oc) |

## Bildgalleri

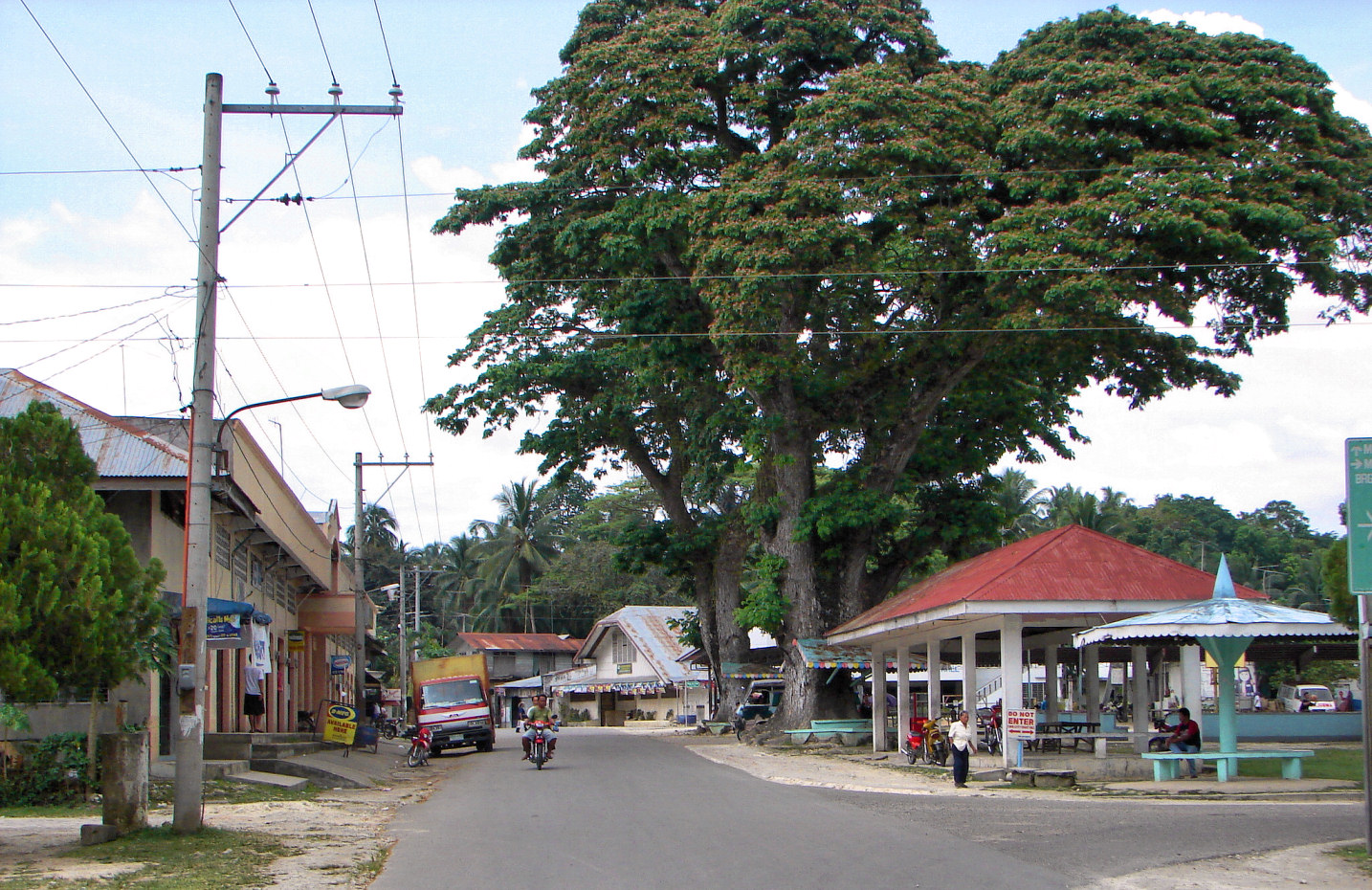
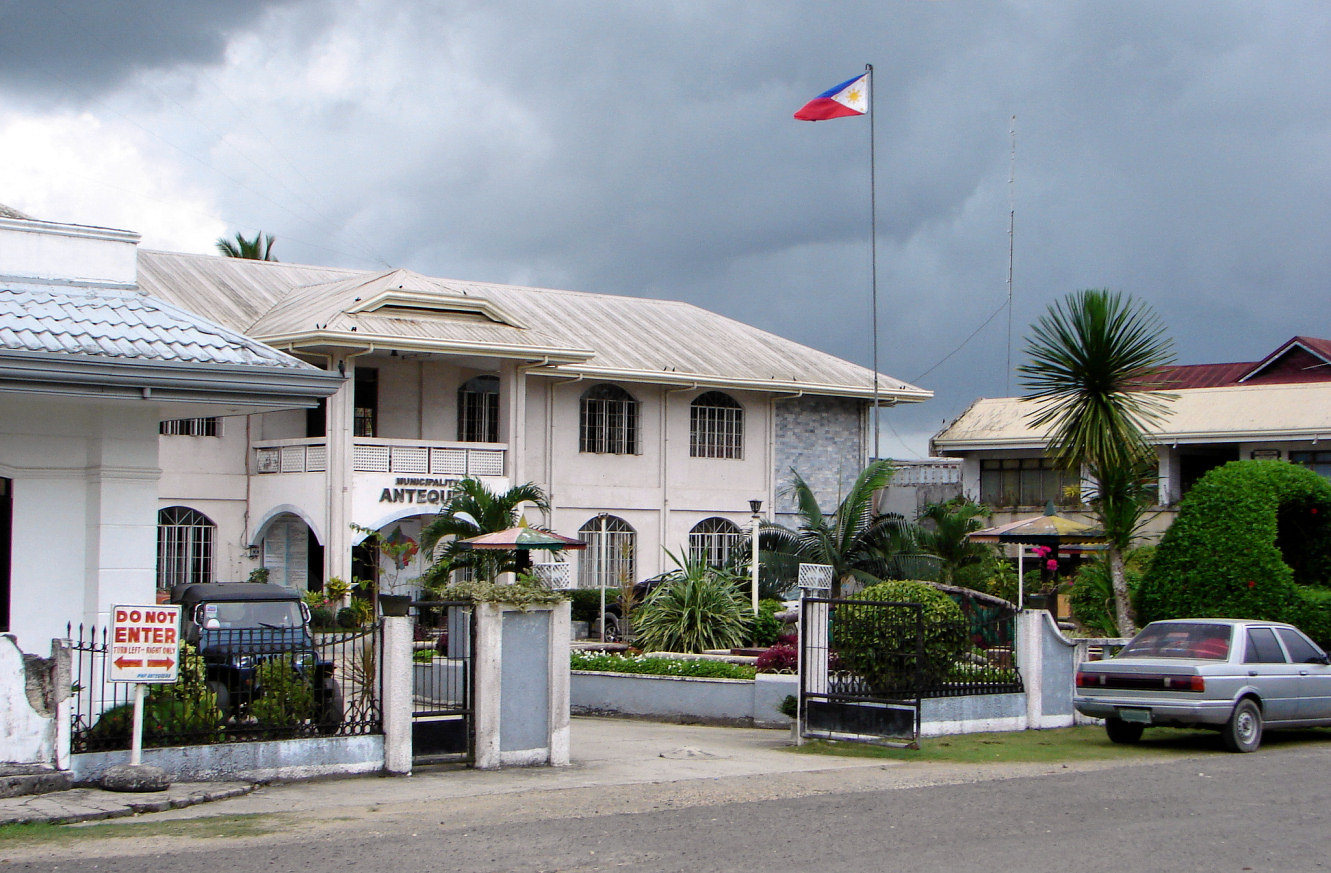
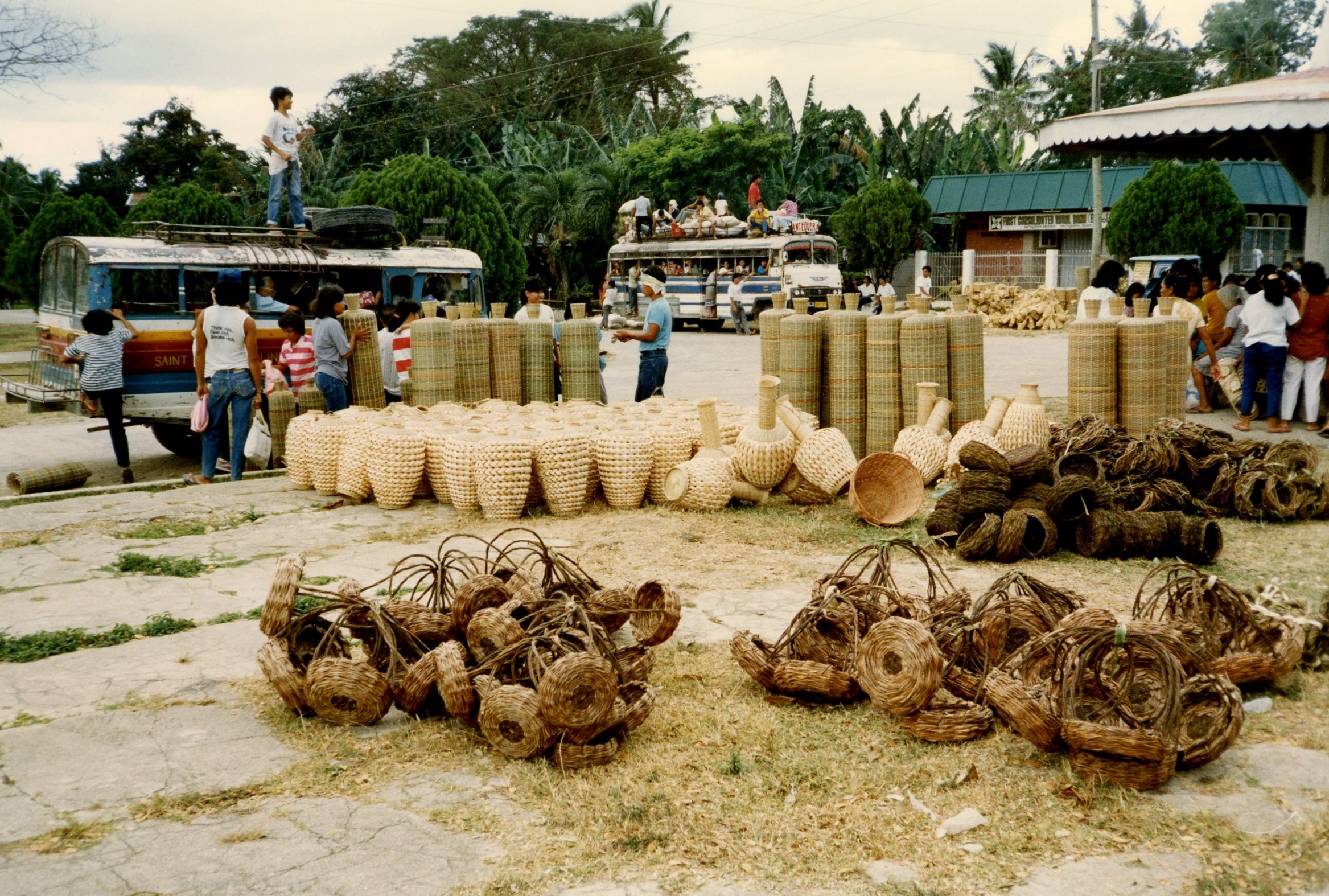
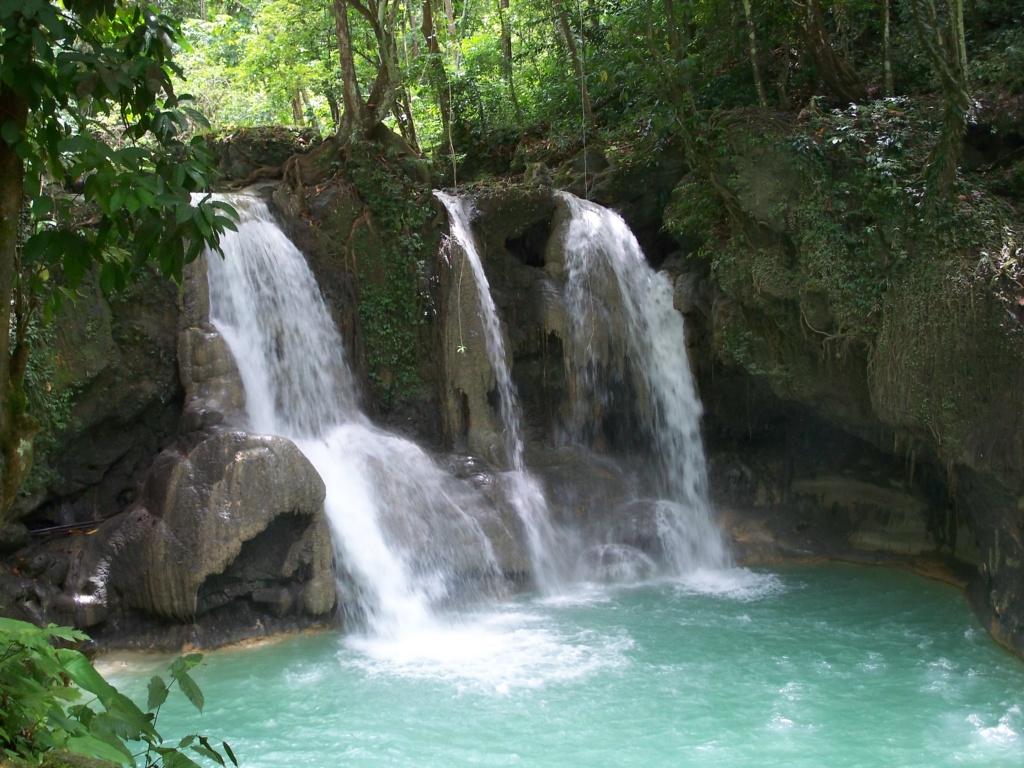